# Бюрхау
Бюрхау (нем. Bürchau) — община в Германии, в земле Баден-Вюртемберг. 
Подчиняется административному округу Фрайбург. Входит в состав района Лёррах.  Население составляет 190 человек (на 31 декабря 2006 года). Занимает площадь 6,12 км².